# Тёмный Лес
Тёмный Лес (бел. Цёмны Лес) — агрогородок (с 9 апреля 2012) в составе Михеевского сельсовета Дрибинского района Могилёвской области Республики Беларусь.

## Географическое положение
Находится в 10 км к востоку от районного центра — Дрибина. Рядом расположена деревня Гололобовка.
Недалеко от агрогородка, на границе с Мстиславским районом, располагается самая высокая точка Могилёвской области (236 м; по другим данным — 239 м).

## Население
- 1999 год — 541 человек
- 2010 год — 433 человека

## История
Имеется версия, что поселение возникло по панской прихоти — как плацдарм для переправки дерева. По всей видимости, раньше на месте деревни стоял темный лес (с запретом на охоту и собирательство).

## Социальная сфера
Имеется учебно-педагогический комплекс ясли-сад-базовая школа.

## Транспорт
Через село проходит железная дорога Кричев—Орша. Имеется железнодорожная станция.

## Достопримечательность
- Братские могилы советских воинов и партизан
- Памятник землякам, погибшим в Великой Отечественной войне